# Stroukoff YC-134
Stroukoff YC-134 là một loại máy bay vận tải thử nghiệm, được thiết kế năm 1956 phần lớn dựa trên C-123 Provider.

## Tính năng kỹ chiến thuật (YC-134-SA)
Dữ liệu lấy từ 
Đặc điểm tổng quát
- Tải trọng: 24.000 lb ()
- Chiều dài:  ()
- Sải cánh:  ()
- Chiều cao:  ()
- Trọng lượng rỗng: 37.965 lb ()
- Trọng lượng cất cánh tối đa: 74.700 ()
- Động cơ: 2 × Wright R-3350-89A, 3.500 shp ()  mỗi chiếc

 Hiệu suất bay 
- Vận tốc hành trình: 219 mph
- Tầm bay: 1.600 dặm với 24.000 lb (11.000 kg) tải trọng ()